# 강동중학교 (대구)
강동중학교(江東中學校)는 대한민국 대구광역시 동구 신서동에 있는 공립 중학교이다.

## 학교 연혁
- 2001년 11월 8일 : 강동중학교 설립 인가(36학급)
- 2003년 9월 1일 : 학교 건물 준공
- 2004년 3월 1일 : 초대 이종만 교장 취임
- 2004년 3월 3일 : 제1회 입학식 거행(328명)
- 2004년 9월 1일 : 교육인적자원부 지정 e-Learning 연구학교 운영(2년간)
- 2007년 2월 8일 : 제1회 졸업식 거행(376명)
- 2008년 6월 30일 : 카누부 창단
- 2020년 3월 1일 : 제8대 배지득 교장 취임
- 2022년 2월 7일 : 제16회 졸업식 거행(307명, 누계 6,119명)
- 2022년 3월 2일 : 제19회 입학식 거행(305명)

## 참고 자료
- 강동중학교 - 한국교육학술정보원 학교알리미